# Římskokatolická farnost Oslavany
Římskokatolická farnost Oslavany je územní společenství římských katolíků s farním kostelem svatého Mikuláše v děkanství rosickém. Do farnosti patří kromě města Oslavan a jeho části Padochova také sousední obec Nová Ves.

## Historie farnosti
Historie Oslavan je spojena se vznikem prvního ženského cisterciáckého kláštera na Moravě, který byl založen roku 1225. Roku 1525 přešel klášter do světských rukou a byl přebudován na zámek. Farní kostel je poprvé písemně uváděn v roce 1320, ve druhé polovině 16. století byl přestavěn renesančně. Současná barokní podoba pochází z druhé poloviny 18. století. Z vybavení starého kostela se zachovala gotická socha Panny Marie s Děťátkem pocházející z klášterního kostela – pravděpodobný dar královny Elišky Přemyslovny z roku 1312.

## Území farnosti
- město Oslavany
- část Padochov
- obec Nová Ves

## Duchovní správci
Fara byla pravděpodobně zřízena klášterem, který ji obsazoval. Často byli probošti kláštera zároveň faráři. Po zániku kláštera do roku 1623 zanikla katolická fara a patronát přešel na světskou vrchnost. Během rekatolizace ve 20. letech 17. století zde působili jezuité. Matriky jsou vedeny od roku 1627. Byly psány střídavě latinsky a česky, v letech 1783 až 1869 německy, poté česky.
Farářem byl od 1. září 2007 do srpna 2013 R. D. Petr Hošek, od 1. září 2013 do 31. října 2015 R. D. Mgr. Vít Rozkydal. Od 1. listopadu 2015 je farářem R. D. Mgr. Jaromír Gargoš. 

## Bohoslužby
| Kostel           | Místo    | Bohoslužba (den)    | Hodina           | Poznámka        |
| ---------------- | -------- | ------------------- | ---------------- | --------------- |
| svatého Mikuláše | Oslavany | neděle středa pátek | 9.30 18.00 16.00 | Farní kostel    |
| Matky Boží       | Oslavany |                     |                  | Filiální kostel |

## Primice ve farnosti
Dne 3. září 2006 měl ve farním kostele primici novokněz Damián Jiří Škoda z Kongregace bratří Nejsvětější Svátosti.

## Aktivity ve farnosti
Od roku 2002 působí v oslavanské farnosti Dětský chrámový sbor Cecilia, vznikla dětská scholka, každý pátek se schází v klubovně Katolického domu společenství Rybičky (matky s dětmi), které se věnuje společnému tvoření dekorací z různých materiálů, funguje společenství Modlitby matek.
Na území farnosti se každoročně koná tříkrálová sbírka. V roce 2014 se při ní v Oslavanech vybralo 69 305 korun, v roce 2015 65 927 korun.
Dnem vzájemných modliteb farností za bohoslovce a bohoslovců za farnosti brněnské diecéze je 12. červen. Adorační den připadá na 8. prosince.